# 视网膜脱离
视网膜脱离（retinal detachment）又稱视网膜剝落，是因视网膜从下层支撑组织上剥离下来而导致的急性眼部疾病。症狀包括飛蚊症的數量增加，閃光症，視野外部惡化，有點類似視野一部份被類似窗帘的物體遮住的感覺。約7％的病例雙眼受到影響，起初可能只是部分的脱离，如果没有及时治疗整个视网膜都会脱离，从而导致视力损伤甚至和失明。
視網膜剝離的機制一般包括了視網膜的小撕裂，使得玻璃体渗到視網膜的後方导致視網膜剝離，視網膜的破裂可能因為後部玻璃體剝離、眼睛受傷或是感染，其他危險因子包括有近視以及進行過白内障手術。視網膜剝落很少會因為脈絡膜腫瘤而造成。診斷方式可以透過眼底鏡檢查來觀查眼底，或是透過超音波。
對於已罹有視網膜裂孔的患者而言，需預防演變為視網膜剝離。方式包括使用雷射凝固或是低温探针的冷凍凝固療法。而視網膜剝離一經發現即應加以治療。方法有在眼後部的外部連接一條矽氧樹脂扣帶的鞏膜扣帶術，將可膨脹氣體充填到玻璃體腔的氣體網膜固定術，或是以及移除部分玻璃體以及結痂組織並置換為可膨脹氣體或矽膠的的玻璃體切除術。
每年每一萬人中會有0.6人至1.8人罹患視網膜剝離，約有千分之三的人在曾其一生中某個時刻罹患視網膜剝離，最常見的是在六十多歲及七十多歲時出現，男性比女性容易罹患，長期預後的情形視視網膜剝離的時間長短，以及视网膜黄斑是否剝離而定，若在视网膜黄斑剝離前進行治療，預後多半不錯。

## 类型
- 孔源性视网膜脱离——孔源性视网膜脱离是由于视网膜上的小洞、裂口或者破损导致玻璃体中的液体流到视网膜下视网膜和视网膜色素上皮细胞之间的空间中而产生的。
- 渗出性、浆液性、继发性视网膜脱离——渗出性视网膜脱离是因为炎症、外伤、血管异常造成液体在视网膜下累积，而视网膜上是没有小洞、裂口或者破损。
- 牵引性视网膜脱离——牵引性视网膜脱离是因为外伤、炎症或者新血管形成而造成纤维组织将感官视网膜从视网膜色素上皮细胞上拉下来。

有相当数量的视网膜脱离是由撞击造成的，包括对眼眶的钝击、穿透性的撞击、脑部震荡等。一个对500个血原性视网膜脱离案例的研究发现，11%是由于撞击造成的，而且通常是缓慢发生的，有超过50%的案例发生在受伤一个月后。

## 治疗
有几种治疗视网膜脱离的方法，它们都通过找到并修补视网膜上的小洞或裂口来治疗。可分为外路视网膜复位术、内路视网膜复位术两大类，前者如巩膜扣带术，后者如玻璃体切割联合硅油填充术或气体填充术。
- 硅油填充术

在这种治疗方法中，硅油是一种无菌的、无色的液体，它被注入到眼睛内，机械的撑住视网膜直到它重新粘合。这种油不会永远留在眼睛内，通常在一年内取出。这种治疗对于和艾滋病併发的巨细胞病毒相关的视网膜脱离特别有效。
- 冷冻黏结术和激光凝固

冷冻黏结术和激光凝固是一种在视网膜小洞周围制造伤疤/黏连来防止液体进入洞中，并在视网膜后累积从而恶化成视网膜脱离。冷冻和激光一般是通用的。但是在小洞后有很多液体的情况下通常用冷冻，而不用激光黏合。
- 巩膜扣带术

巩膜扣带术中，医生缝制一个或者多个硅带或者硅圈放在眼球的外部。这些硅带往内挤压眼球从而压住视网膜破洞，并闭合破洞，使得视网膜重新粘合。硅带通常不需要取出。巩膜扣带最常见的副作用是近视变化，即术后的眼睛会变得更加近视。放射状巩膜扣带对应U型或者鱼嘴型撕裂以及后部破损。周边巩膜扣带对应多处破损、前部破损以及宽的破损。环形巩膜扣带对应多于2个象限的视网膜区域破损、多于两个象限的视网膜格性变性、无法检测的破损、以及增殖性玻璃体视网膜病变。
- 充气性视网膜固定术

这种手术通常在局部麻醉的情况下进行。这是另一种植入气泡（SF6或者C3F8气体），然后再进行激光或者冷冻的治疗方法。病人的头部需要被定位让气泡可以停留在视网膜破洞上。病人可能需要好几天保持他们的头部倾斜以让气泡和破洞接触。水在气体表面的表面张力将洞封起来，让视网膜色素上皮细胞可以将视网膜下空间内的液体抽干，让视网膜回到原来的位置。因为需要严格的定位，所以这种方法不能够治疗视网膜下部的破洞和脱离。这种方法通常和冷冻和激光粘合一起进行。
- 玻璃体切割术

玻璃体切割术是一种在拥有现代医疗系统的国家越来越多的被采用的治疗方法。它将玻璃体凝胶取出，通常还要在眼睛内填充气泡（SF6或者C3F8气体）。这种方法的优点是术后不会有近视变化。缺点是术后的眼睛总是会更快的发生白内障。在很多地方，玻璃体切割术是最常用的治疗视网膜脱离的手术。
- 火针术

火针术是一种过时的方法，它用一种非常烫的尖头仪器对视网膜进行烧灼。它在1900年代由Jules Gonin发明。
在治疗后，病人会在几周内逐渐回复视力，但是视力可能不能恢复到视网膜脱离前的水平，特别是在视网膜黄斑的区域发生的脱离。但是，如果不治疗，可能会在几天内发生完全失明。

## 预防
某些视网膜脱离是可以预防的。最有效的方法是教育人们在发现玻璃体后脱离的预兆时能引起重视及时就医。早期检查能够发现视网膜的撕裂，并通过激光或者冷冻疗法治疗。这样就减少了视网膜脱离的风险，将风险从1:3减少到1:20。
有一些已知的视网膜脱离的风险因素。有视网膜脱离风险的人应该禁止很多活动，这已经得到一定程度的事实证实。
白内障手术是一个重要的因素，在术后很长时间内都有导致视网膜脱离的风险。复杂的白内障手术会导致风险的增加，但是最简单的白内障手术也可能会导致视网膜脱离。视网膜手术次数越多，手术年龄越低，导致视网膜脱离的可能性越高。
撞击是一个稍小的因素。会导致眼部直接受到撞击的活动（比如拳击、散打、空手道等）会导致一种特殊的视网膜撕裂，称作视网膜透析。这种损伤可以在发展成视网膜脱离前发现和治疗。因此，从事类似活动的人都需要定期进行眼部检查。
由于高度近视而容易导致视网膜脱离的人，常常被建议避免可能会导致头部或者眼部震动的活动。一些医生还建议避免会导致眼睛压力增加的活动，比如潜水、特技跳伞。根据某个医学网站，视网膜脱离不会因为視疲勞、弯下身体、举重而发生。因此举重运动好像没关系。但是，两项最近的研究文章发现一些因为举重（尤其是使用了瓦尔萨尔瓦动作）导致视网膜脱离或者黄斑的案例，还有一项研究指出举重中眼部血压升高。最近一些专注于近视者的案例研究发现，使用了瓦尔萨尔瓦动作的举重会导致视网膜脱离的可能性增加。
一些医生建议避免做带有突然加速减速的活动，因为这会增加眼球的压力，比如蹦极跳、汽车加速赛、过山车等。